# Arenas del Rey

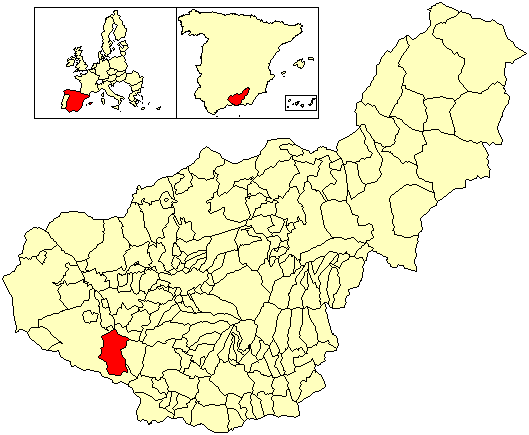
Localização de Arenas del Rey

Arenas del Rey é um município da Espanha na província de Granada, comunidade autónoma da Andaluzia, de área 116 km² com população de 2157 habitantes (2007) e densidade populacional de 18,59 hab./km².

## Demografia
| Variação demográfica do município entre 1991 e 2004 | Variação demográfica do município entre 1991 e 2004 | Variação demográfica do município entre 1991 e 2004 | Variação demográfica do município entre 1991 e 2004 |
| --------------------------------------------------- | --------------------------------------------------- | --------------------------------------------------- | --------------------------------------------------- |
| 1991                                                | 1996                                                | 2001                                                | 2004                                                |
| 2065                                                | 2065                                                | 1990                                                | 1979                                                |